# Anthrax bucharensis
Anthrax bucharensis är en tvåvingeart som beskrevs av Paramonov 1935. Anthrax bucharensis ingår i släktet Anthrax och familjen svävflugor. Inga underarter finns listade i Catalogue of Life.